# Альбаретто-делла-Торре
Альбаретто-делла-Торре (італ. Albaretto della Torre, п'єм. Albarèj) — муніципалітет в Італії, у регіоні П'ємонт,  провінція Кунео.
Альбаретто-делла-Торре розташоване на відстані близько 470 км на північний захід від Рима, 60 км на південний схід від Турина, 50 км на північний схід від Кунео.
Населення — 243 особи (2014).
Щорічний фестиваль відбувається 20 січня. Покровитель — San Sebastiano.

## Демографія
Населення за роками:

Станом на 1 січня 2023 року в муніципалітеті офіційно проживало 9 іноземців з 6 країн, серед них 1 громадянин країн Євросоюзу.

## Сусідні муніципалітети
- Аргуелло
- Черретто-Ланге
- Лекуїо-Беррія
- Роделло
- Сініо